# Balatoni Klára
Balatoni Klára (Tatabánya, 1953. november 27.–) ötvös iparművész.

## Pályája

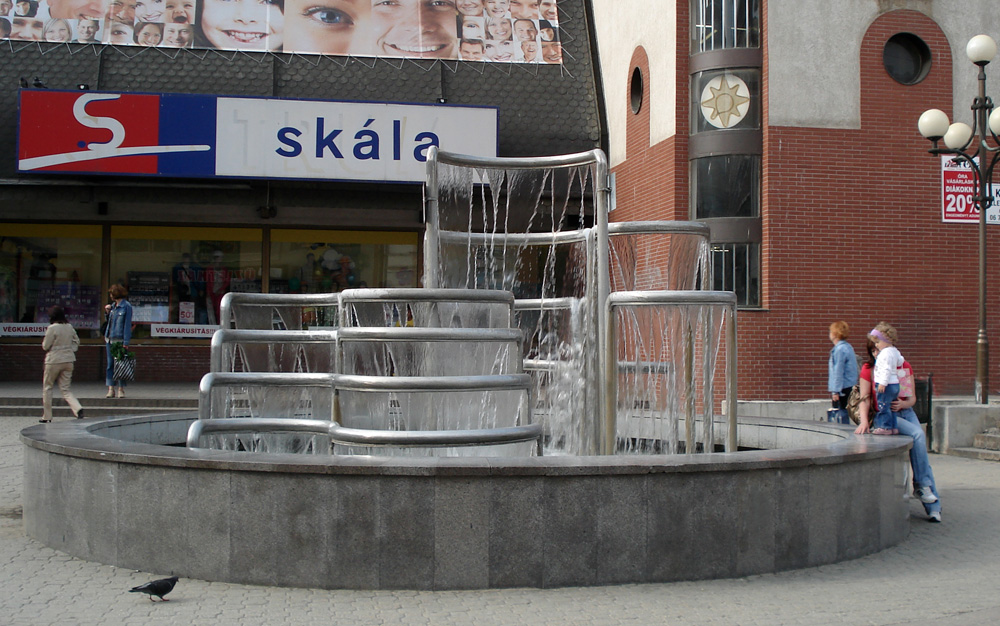
Balatoni Klára szökőkútja a miskolci Centrum áruház előtt

Balatoni Klára az Ipar- és Képzőművészeti Szakközépiskola ötvös szakának elvégzése után hasonló szakot végzett az Iparművészeti Főiskolán is, mesterei Engelsz József, Kertész Géza és Illés Gyula voltak. Országos építészeti pályázatok iparművész és formatervező tagjaként is több első díjat vehetett át. 1992: Nemzetközi Éremművészeti Alkotótábor, Nyíregyháza-Sóstó; 1994: Eötvös József-díj. 1992-től Miskolcon rajzot és mintázást tanít. Híres alkotásai: szökőkút krómacél; ajándékbolt cégér vörösréz.

## Köztéri művei
- Szökőkút és ivókút (rozsdamentes acél, 1985–88, Miskolc)
- Kandeláberek és kapu (öntöttvas, 1987–90, Miskolc)
- Eötvös József-portré (1994, Miskolc).

## Válogatott csoportos kiállításai
- 1983-tól – Soproni Éremművészeti Biennálék
- 1993 – III. Nemzetközi Éremművészeti Quadriennále, Körmöcbánya (SZL).